# Jour des inventeurs
Plusieurs pays dans le monde honorent le génie de leurs inventeurs à l'occasion d'une journée spéciale intitulée Jour des inventeurs.

## Allemagne et pays germanophones
Dans les pays germanophones (Allemagne, Autriche, Suisse), le 9 novembre est le Jour des inventeurs (Tag der Erfinder). Cette date correspond à la date de naissance de l'actrice Hedy Lamarr, qui a inventé une méthode d'étalement de spectre par saut de fréquences.
Ce jour a été proclamé sur l'initiative de l'inventeurs et entrepreneurs allemand Gerhard Muthenthaler et Marijan Jordan en 2005.

## États-Unis
Aux États-Unis, c'est le 11 février qui a été proclamé Inventor's day, d'après le jour de naissance de Thomas Edison. 